# Droga wojewódzka 663
Die Droga wojewódzka 663 (DW 663) ist eine fünf Kilometer lange Droga wojewódzka (Woiwodschaftsstraße) in der polnischen Woiwodschaft Podlachien, die Pomorze mit Sejny verbindet. Die Strecke liegt im Powiat Sejneński.

## Streckenverlauf
Woiwodschaft Podlachien, Powiat Sejneński
-  Pomorze (DK 16)
- Posejanka
-  Sejny (Seine) (DW 651, DW 653)